# 贝贝尔·富尔曼
贝贝尔·富尔曼（德語：Bärbel Fuhrmann，1940年3月29日—），德国女子游泳运动员。她曾代表德国联队参加1960年夏季奥林匹克运动会游泳比赛，获得女子4×100米混合泳接力铜牌。